# Дорожниці
Дорожниці (рос. Дорожницы) — присілок у Кіриському районі Ленінградської області Російської Федерації.
Населення становить 2 особи. Належить до муніципального утворення Будогощенське міське поселення.

## Історія
Згідно із законом від 1 вересня 2004 року № 49-оз органом  місцевого самоврядування є Будогощенське міське поселення.

## Населення
| 1879 | 1910 | 1928 | 1965 | 1997 | 2002 | 2007 |
| ---- | ---- | ---- | ---- | ---- | ---- | ---- |
| 37   | ↗81  | ↗93  | ↘43  | ↘10  | ↘8   | ↘4   |
| 2010 | 2017 |      |      |      |      |      |
| ↗5   | ↘2   |      |      |      |      |      |